# John Kirby (almirante)
John Francis Kirby es un contralmirante retirado de la Marina de Estados Unidos que se desempeña como Secretario de Prensa del Departamento de Defensa y Asistente del Secretario de Defensa para Asuntos Públicos desde 2021. Anteriormente trabajó como analista militar y diplomático para CNN de 2017 a 2021. Antes de eso, se desempeñó en la administración Obama como portavoz del Departamento de Estado de 2015 a 2017.

## Temprana edad y educación
Kirby creció en San Petersburgo, Florida. Se graduó en 1981 de Saint Petersburg Catholic High School y en 1985 de la Universidad del Sur de Florida en Tampa, donde obtuvo una licenciatura en historia. Tiene una Maestría en Ciencias en Relaciones Internacionales de la Universidad de Troy y una Maestría en Artes en Seguridad Nacional y Estudios Estratégicos del Naval War College.

## Carrera militar
Kirby fue comisionado en septiembre de 1986 después de completar la Escuela de Candidatos a Oficiales en la Estación Naval de Newport, Rhode Island. Calificó como Oficial de Guerra de Superficie a bordo de la fragata de misiles guiados USS Aubrey Fitch (FFG 34) antes de obtener una transferencia lateral a la Línea Restringida como Oficial de Asuntos Públicos (PAO).

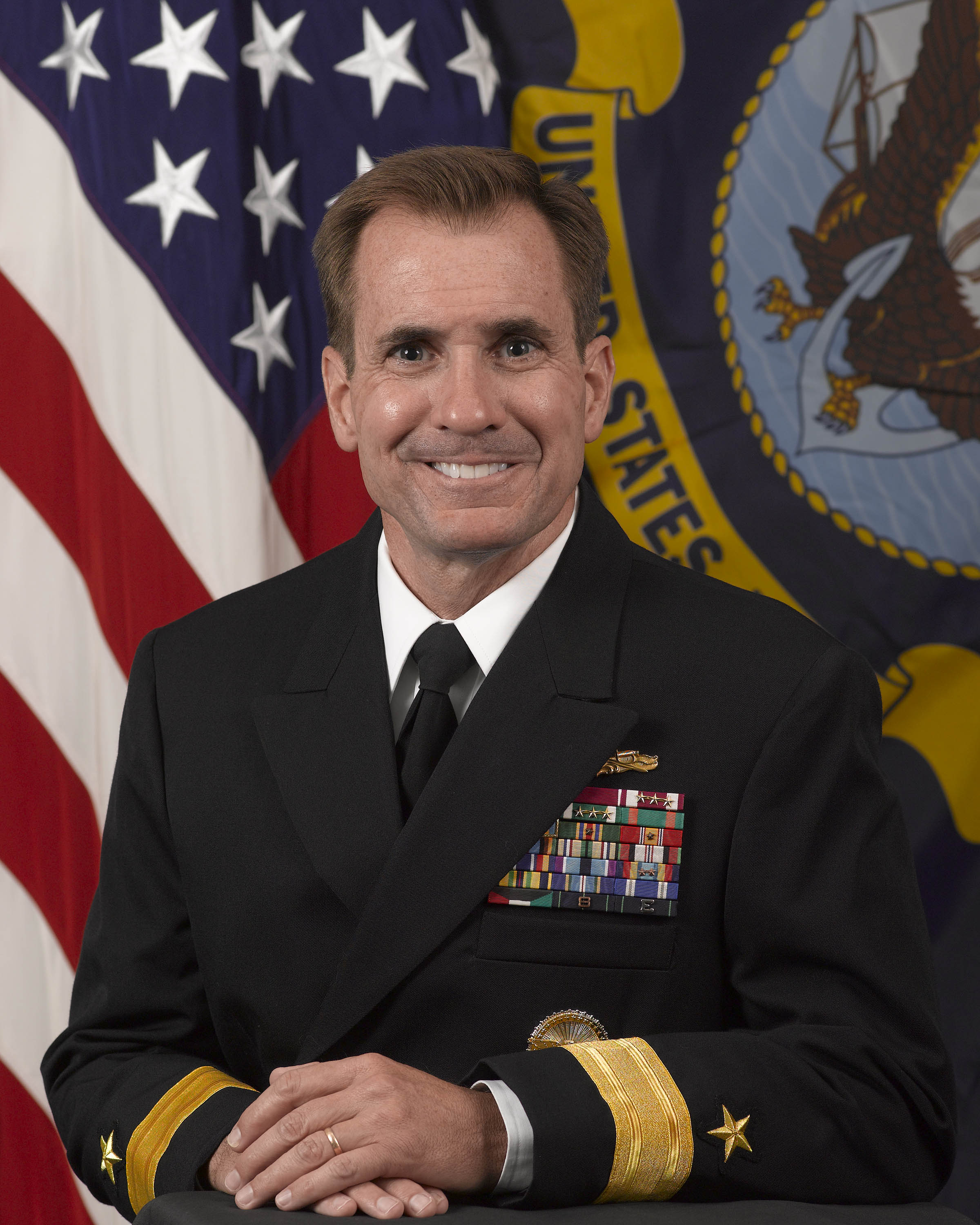
El contralmirante John Kirby mientras se desempeñaba como jefe de información de la Marina, alrededor de 2012.

Como oficial de asuntos públicos, Kirby sirvió en el mar a bordo del portaaviones USS Forrestal (CV 59) y en el estado mayor del Comandante de la 2.ª Flota se embarcó a bordo del buque de mando y control USS Mount Whitney (LCC 20).
Mientras estaba en tierra, Kirby completó giras como instructor en la Academia Naval de Estados Unidos; oficial de asuntos públicos del Escuadrón de Demostración de Vuelo de la Marina (Blue Angels); editor en jefe de la revista mensual insignia de la Marina, All Hands; el personal del Jefe de Personal Naval, el Comandante de las Fuerzas Navales de Estados Unidos en Europa, el Jefe de Operaciones Navales y el asistente especial para asuntos públicos del Presidente del Estado Mayor Conjunto.
Se desempeñó como subsecretario adjunto de defensa para operaciones con los medios de comunicación, sirviendo como subsecretario de Defensa para Asuntos Públicos.
En mayo de 2012, Kirby fue ascendido a contralmirante y se desempeñó como Jefe de Información de la Marina de Estados Unidos (CHINFO). Como CHINFO, Kirby se desempeñó como portavoz principal del Departamento de Marina y brindó asesoría de comunicación estratégica al Secretario de Marina y al Jefe de Operaciones Navales. Dirigió la comunidad de asuntos públicos de la Armada, que consta de más de 2,700 oficiales activos y de reserva, alistados y profesionales de la comunicación civiles.

## Secretario de prensa del Pentágono en la administración Obama
En diciembre de 2013, Kirby fue nombrado secretario de prensa del Pentágono por el secretario de Defensa, Chuck Hagel. En mayo de 2014, Kirby fue ascendido a contralmirante. En octubre de 2014, el senador John McCain refutó la afirmación de Kirby de que Estados Unidos estaba ganando su guerra contra el Estado Islámico de Irak y Siria, y lo llamó "idiota". El 22 de abril de 2015, se anunció que Kirby sería el nuevo portavoz del Departamento de Estado después de que se retirara del ejército a finales de año.
Kirby se convirtió en portavoz del Departamento de Estado el 12 de mayo de 2015. En octubre de 2016, Kirby defendió la intervención militar de Arabia Saudita en Yemen contra los chiitas hutíes. Dejó el cargo luego de la toma de posesión del presidente Trump el 20 de enero de 2017

## Secretario de prensa del Pentágono en la Administración Biden
El 14 de enero de 2021, Kirby fue elegido para repetir su papel como secretario de prensa del Pentágono.
El 11 de marzo de 2021, Kirby condenó a Tucker Carlson por sus comentarios de que las adaptaciones para las mujeres en uniforme, en particular las regulaciones de maternidad y corte de cabello, de alguna manera impactan la preparación y efectividad del ejército de Estados Unidos.
El 19 de mayo de 2022, la Casa Blanca anunció que Kirby dejaría el Pentágono para unirse al Consejo de Seguridad Nacional como Coordinador de Comunicaciones Estratégicas. En esta función, Kirby "coordinará los esfuerzos interinstitucionales para explicar la política de los Estados Unidos y servirá como voz de alto nivel de la administración en asuntos relacionados".

## Premios
Kirby ha sido galardonado con la Medalla de Servicio Distinguido de la Armada, la Medalla de Servicio Superior de Defensa, la Legión de Mérito, la Medalla de Servicio Meritorio (cuatro premios), la Medalla de Encomio por Servicio Conjunto, la Medalla de Encomio de la Armada y el Cuerpo de Marines (cuatro premios) y la Medalla de Logros de la Armada y el Cuerpo de Marines, así como varios premios de campañas y servicios.